# Anne Waldman
Anne Waldman (ur. 2 kwietnia 1945 w Millville) – amerykańska poetka eksperymentalna związana z Beat Generation, performerka, profesorka, redaktorka.

## Życiorys
Anne Waldman dorastała na MacDougal Street w Greenwich Village, gdzie nadal mieszka. W latach 60. XX w. prowadziła projekt poezji kościelnej i wygłaszała żywiołowe i zaangażowane odczyty własnych utworów. Wraz z Allenem Ginsbergiem jest współzałożycielką Jack Kerouac School of Disembodied Poetics w Instytucie Naropa w Boulder (Kolorado) (1974), w której pracuje od 40 lat. Wystąpiła wraz z Allenem Ginsbergiem w eksperymentalnym filmie Boba Dylana Renaldo and Clara (1978). Swoje odczyty poetyckie prezentowała w: Anglii, Bali, Czechosłowacji, Finlandii, Francji (Paryżu), Holandii, Indiach, Kanadzie, Niemczech (Berlinie), Nikaragui, Maroku (Casablance, Tangerze), Norwegii, Stanach Zjednoczonych, Szkocji, Szwajcarii (Genewie), Włoszech. Pracowała i występowała z wieloma znanymi muzykami, kompozytorami i tancerzami; ostatnio z artystami wizualnymi. Napisała ponad 42 książki. Jest laureatką The Shelley Memorial Award for Poetry; została uznana za „kontrkulturowego giganta” przez magazyn Publisher’s Weekly. Jest kanclerzem Akademii Poetów Amerykańskich i była stypendystką Fundacji im. Johna Simona Guggenheima w 2013 r.

## Publikacje
- On the Wing, Boke, 1968.
- O My Life!, Angel Hair, 1969.
- Baby Breakdown, Bobbs-Merrill, 1970.
- Giant Night: Selected Poems, Corinth Books, 1970.
- Up Through the Years, Angel Hair, 1970.
- Holy City, własnym sumptem, 1971.
- No Hassles, Kulchur Foundation, 1971.
- Icy Rose, Angel Hair, 1971.
- The West Indies Poems, Adventures in Poetry, 1972.
- Spin Off, Big Sky, 1972.
- Light and Shadow, własnym sumptem, 1972.
- Life Notes: Selected Poems, Bobbs-Merrill, 1973.
- Fast Speaking Woman, Red Hanrahan Press, 1974.
- The Contemplative Life, Alternative Press, c. 1974.
- Fast Speaking Woman and Other Chants, City Lights, 1975 (wydanie poprawione, 1978).
- Sun the Blonde Out, Arif, 1975.
- Hotel Room, Songbird, 1976.
- Journals and Dreams, Stonehill, 1976.
- Shaman / Shamane, White Raven, 1977.
- To a Young Poet, White Raven, 1979.
- Countries, Toothpaste Press, 1980.
- First Baby Poems, Rocky Ledge, 1982. 2 edycja: Hyacinth Girls, 1983. 3 edycja: BlazeVOX, 2009.
- Makeup on Empty Space, Toothpaste Press, 1984.
- Cabin, Z Press, 1984.
- Skin Meat Bones, Coffee House Press, 1985.
- The Romance Thing, Bamberger Books, 1987.
- Blue Mosque, United Artists, 1987.
- Tell Me About It, Bloody Twin Press, 1989.
- Not a Male Pseudonym, Tender Buttons Books, 1990.
- Helping the Dreamer: New and Selected Poems: 1966–1988, Coffee House Press, 1989.
- Lokapala, Rocky Ledge, 1991.
- Fait Accompli, Last Generation Press, 1992.
- lovis: All Is Full of Jove, Coffee House Press, 1993.
- Troubairitz, Fifth Planet Press, 1993.
- Fast Speaking Woman, 20th Anniversary Edition, City Lights Books, 1996.
- Kill or Cure, Penguin Poets, 1996.
- Iovis II, Coffee House Press, 1997.
- Homage to Allen G (z George’em Schneemanem), Granary Books 1997.
- Marriage: A Sentence, Penguin Poets, 2000.
- Vow to Poetry: Essays, Interviews, & Manifestos, Coffee House Press, 2001.
- [Things] Seen Unseen, Belladonna*, 2002.
- War Crime, Elik Press, 2002.
- In the Room of Never Grieve: New & Selected Poems 1985–2003, Coffee House Press, 2003.
- Dark Arcana / Afterimage or Glow, Heaven Bone Press, 2003.
- Structure of the World Compared to a Bubble, Penguin Poets, 2004.
- Outrider, La Alameda Press, 2006.
- Beat Roots, Hot Whiskey Press, 2006.
- Red Noir (performance pieces) Farfalla, McMillen, Parrish, 2007.
- Manatee/Humanity, Penguin Poets, 2009.
- Nine Nights Meditation (z Donną Denis), Granary Books, 2009.
- The Iovis Trilogy, Coffee House Press, 2011.
- Soldateque/Soldiering with Dreams of Wartime, BlazeVOX Books, 2011.
- Gossamurmur, Penguin Poets, 2013.
- Jaguar Harmonics, The Post-Apollo Press, 2014.
- Aubaderrying, Erudite Fangs, 2014.
- Archives, pour un monde menacé, éditions joca seria, 2014.
- Voice’s Daughter of a Heart Yet To Be Born, Coffee House Press, 2016.
- Extinction Aria, Pied Oxen, 2017.
- Trickster Feminism, Penguin Books, 2018.
- Sanctuary, Spuyten Duyvil, 2020[3]